# Балбынь
Балбынь — посёлок в Кемеровской области. Входит в состав Мысковского городского округа.

## История
Во времена СССР — населённый пункт Подобасского сельсовета Мысковского горсовета.

## География
Посёлок Балбынь расположен в южной части Кемеровской области на реке Томь.
В посёлке 3 улицы — Береговая, Кедровая и Садовое товарищество Пасека.

## Население
По данным Всероссийской переписи населения 2010 года в посёлке Балбынь проживает 7 человек.
| 2010 |
| ---- |
| 7    |

Возрастной состав
В 1989 году проживало 6 человек — все пенсионеры.
Национальный состав
Согласно результатам переписи 2002 года, в национальной структуре населения русские составляли 91 % от общей численности населения в 11 жителей